# اعتلال عضلة القلب
اعتلال عضلة القلب هو مجموعة من الأمراض التي تؤثر على عضلة القلب. في وقت مبكر قد يكون هناك أعراض قليلة أو معدومة. وعند تفاقم المرض، قد يحدث ضيق في التنفس والشعور بالتعب وتورم الساقين بسبب بداية قصور القلب. بالإضافة إلى الإغماء ودقات القلب الغير المنتظمة. المصابون معرضون لخطر متزايد لتوقف القلب وللوفاة المفاجئة.
تشمل أنواع اعتلال عضلة القلب اعتلال عضلة القلب الضخامي، اعتلال عضلة القلب التوسّعي، اعتلال عضلة القلب المقيد، خلل التنسج البطيني الأيمن، واضطراب عضلة القلب التاكوتسوبو (القلب المكسور). في اعتلال عضلة القلب الضخامي تضخم عضلة القلب وتَثخن. في اعتلال عضلة القلب التوسّعي تُتضخّم البُطينات وتَضْعُف. في اِعتلال عضلة القلب التقييدي تَصَلُّب البُطين.
في الكثير من الحالات، لا يمكن تحديد سبب اعتلال عضلة القلب. عادةً ما يكون اعتلال عضلة القلب الضخامي وراثي. قد ينتج اعتلال عضلة القلب المتضخم أيضًا عن الكحول والفلزات الثقيلة وأمراض الشريان التاجي وتعاطي الكوكايين والأخماج الفيروسية. قد يحدث اعتلال عضلة القلب المقيد بسبب داء النشواني، داء ترسب الأصبغة الدموية، وبعض علاجات السرطان. تحدث متلازمة القلب المكسور بسبب الضغط العاطفي أو الجسدي الشديد.
يعتمد العلاج على نوع اعتلال عضلة القلب وشدّة الأعراض. قد تتضمن العلاجات تغيير نمط الحياة أو الأدوية أو الجراحة. قد تشمل الجراحة جهاز مساعدة البطين أو زرع القلب. في عام 2015، أثر اعتلال عضلة القلب والتهاب عضلة القلب على 2.5 مليون شخص. يؤثر اعتلال عضلة القلب الضخامي على 1 من كل 500 شخص في حين يؤثر اعتلال عضلة القلب التوسّعي على 1 من كل 2500 شخص. وقد أسفرت عن 354000 حالة وفاة من 294000 حالة في عام 1990. خلل التنسج البطيني الأيمن لاضطراب نظم القلب هو أكثر شيوعًا بين الشباب.

## العلامات والأعراض
قد تشمل أعراض اعتلال عضلة القلب التعب وتورم الأطراف السفلية وضيق في التنفس بعد المجهود. تتضمن الأعراض الإضافية للمرض عدم انتظام ضربات القلب والإغماء والدوخة.

## الأسباب
تنحصر اعتلالات عضلة القلب إما على القلب أو على جزء من اضطراب الجهازي المُعَمَّم، وكِلاهما يؤدي في كثير من الأحيان إلى أمراض القلب الوعائية أو العجز التدريجي المرتبطة بقصور القلب. تُستبعد الأمراض الأخرى التي تسبب خلل في عضلة القلب، مثل مرض الشريان التاجي أو ارتفاع ضغط الدم أو تشوهات صمامات القلب. غالبًا ما يظل السبب الأساسي غير معروف، ولكن في كثير من الحالات يكون السبب قابلاً للتحديد. على سبيل المثال، تم تحديد إدمان الكحول كسبب لاعتلال عضلة القلب التوسّعي، وكذلك سمية الدواء، وبعض الإصابات (بما في ذلك التهاب الكبد سي). يمكن لأمراض الاضطرابات الهضمية غير المعالج أن تسبب في اعتلالات عضلة القلب. بالإضافة إلى الأسباب المكتسبة، أدت البيولوجيا الجزيئية وعلم الوراثة إلى التعرف على الأسباب الوراثية المختلفة.
أصبح من الصعب الحفاظ على تصنيفات سريرية لاعتلال عضلة القلب على أنها «تضخم» أو «موسع» أو «مقيد»، لأن بعض الحالات يمكن أن تفي أكثر من واحدة من هذه التصنيفات الثلاث في أي مرحلة معينة من تطورها. يقسم التعريف الحالي لجمعية القلب الأمريكية اعتلالات عضلة القلب إلى أولية، والتي تؤثر على القلب وحده، والثانوي، والتي تنتج عن المرض الذي يُصيب أجزاء أخرى من الجسم. تنقسم هذه التصانيف أيضًا إلى مجموعات فرعية تتضمن معرفة جديدة في علم الأحياء الجيني والجزيئي.

## الآليات
يتم فهم الفسيولوجيا المرضية لاعتلال عضلة القلب بشكلٍ أفضل على المستوى الخلوي مع التقدم في التقنيات الجزيئية. يمكن للبروتينات المتحولة أن تسبب في اضطراب وظيفة القلب في الجهاز المتقلص (أو المركبات الحساسة ميكانيكيًا). تتسبب التغيرات في خلايا عضلة القلب واستجاباتها المستمرة على المستوى الخلوي في حدوث تغييرات مرتبطة بتوقف القلب المفاجئ ومشاكل القلب الأخرى.

## التشخيص

إيقاع البطين طبيعي/رسم القلب

من بين الإجراءات التشخيصية التي تُجرى لتحديد اعتلال عضلة القلب:
- فحص بدني
- تاريخ العائلي للمرض
- فحص الدم
- تخطيط القلب
- مخطط صدى القلب
- اختبار الإجهاد
- الفحص الجيني

### التصنيف

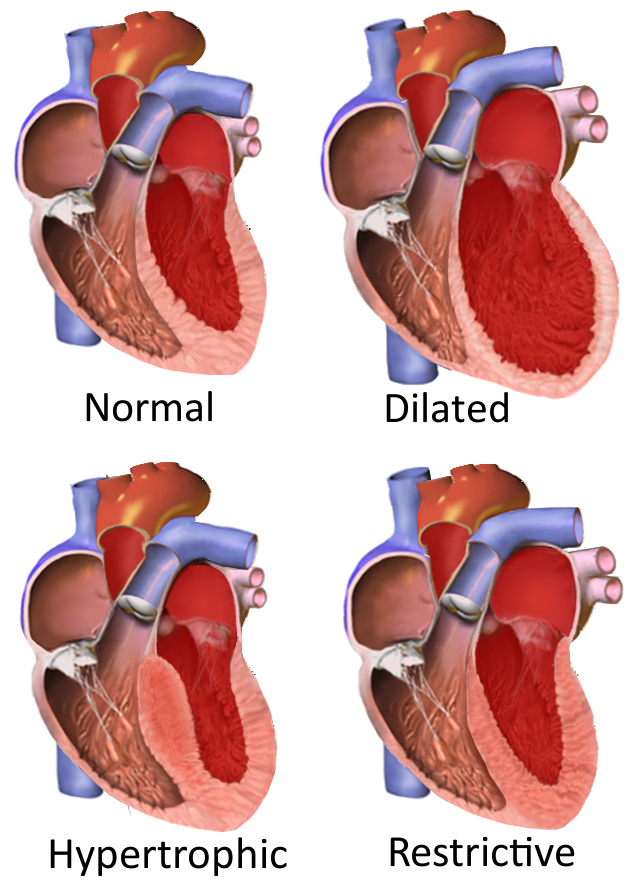
تصنيف هيكلي لاعتلالات عضلة القلب (اعتلال عضلة القلب التضيقي لا يظهر في الرسم).

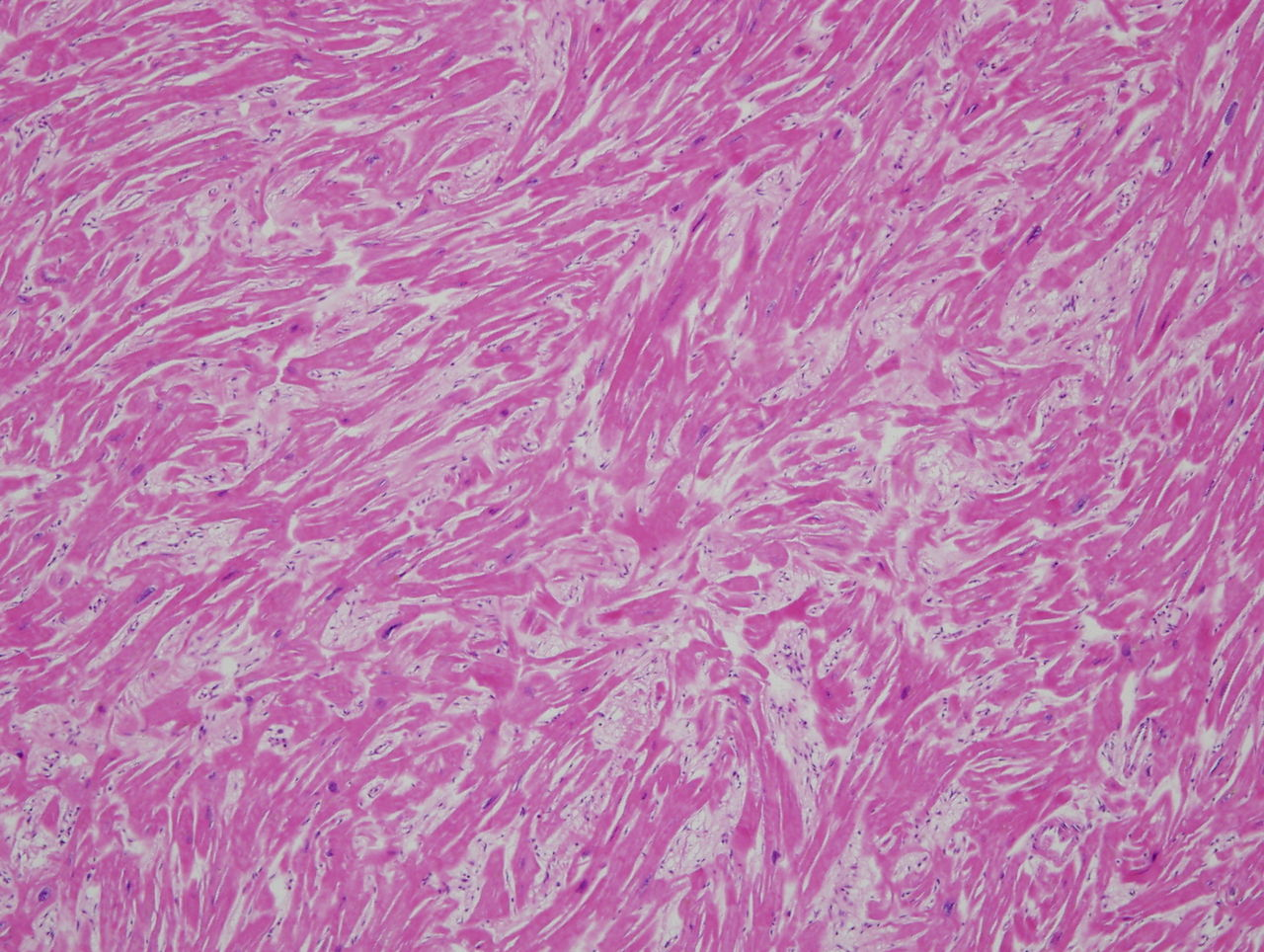
الجزء المجهري المصبوغ من عضلة القلب لاعتلال عضلة القلب الضخامي

يمكن تصنيف اعتلال عضلة القلب باستخدام معايير مُختلِفة:
- اعتلالات عضلة القلب الأولية/العامل الدَّاخلي[22]
- وراثي
- اعتلال عضلة القلب الضخامي
- خلل تنسج البطين الأيمن المحدث لاضطراب النظم (ARVC)
- اعتلال عضلة القلب المتوسعي (DCM)
- اعتلال عضلة القلب المقيد (RCM)
  - المُكتسبة
- اعتلال تاكوتسوبو القلبي
- التهاب عضلة القلب والتهاب أنسجة القلب وإصابتها بسبب تسربها جزئياً بواسطة الخلايا الليمفاوية وخلية وحيدة.[23][24]
- التهاب عضلة القلب اليوزيني، التهاب أنسجة القلب ويرجع ذلك إلى تسربها جزئيًا بواسطة الحَمِضات.[22]
- اعتلال عضلة القلب الإقفاري (غير مدرج رسميًا في التصنيف لأنه نتيجة مباشرة لمشكلة قلبية أخرى).[22]
  -     - اعتلالات عضلة القلب الثانوية/العواكل الخارجية.[22]

  - أيضي/التخزين
- مرض فابري
- داء ترسب الأصبغة الدموية
  - عضلة القلب
- تليف عضلة القلب
- متلازمة فرط اليوزينيات
  - الغدد الصماء
- السكري
- فرط نشاط الغدة الدرقية
- ضخامة الأطراف
  - جراحة القلب والصدر
- متلازمة نونان
  - عصبي عضلي
- ضمور العضلات
- رنح فريدريخ
  - آخر
- اعتلال عضلة القلب المرتبط بالسمنة.[25]

## العلاج
قد يتضمن العلاج اقتراح تغييرات في نمط الحياة لإدارة الحالة بشكل أفضل. يعتمد العلاج على نوع اعتلال عضلة القلب وحالة المرض، ولكن قد يشمل الأدوية (العلاج المحافظ) أو أجهزة تنظيم ضربات القلب العلاجية أو المزروعة لبطء معدل ضربات القلب، وأجهزة تنظيم ضربات القلب لأولئك المعرضين لضربات القلب المميتة، وأجهزة مساعدة البطين (VADs) لفشل القلب الحاد، أو استئصال لخلل ضربات القلب المتكرر الذي لا يمكن التخلص منه عن طريق الأدوية أو تقويم ضربات القلب الميكانيكية. غالبًا ما يكون الهدف من العلاج هو تخفيف الأعراض، وقد يحتاج بعض المرضى في النهاية إلى زرعة القلب.

## روابط خارجية
- اعتلال عضلة القلب على مشروع الدليل المفتوح